# آلندیل ایست
آلندیل ایست (به انگلیسی: Allendale East) یک شهرک در استرالیا است که در District Council of Grant واقع شده‌است.